# Jupiaba polylepis
Jupiaba polylepis är en fiskart som först beskrevs av Günther, 1864.  Jupiaba polylepis ingår i släktet Jupiaba och familjen Characidae. Inga underarter finns listade i Catalogue of Life.